# BN-600

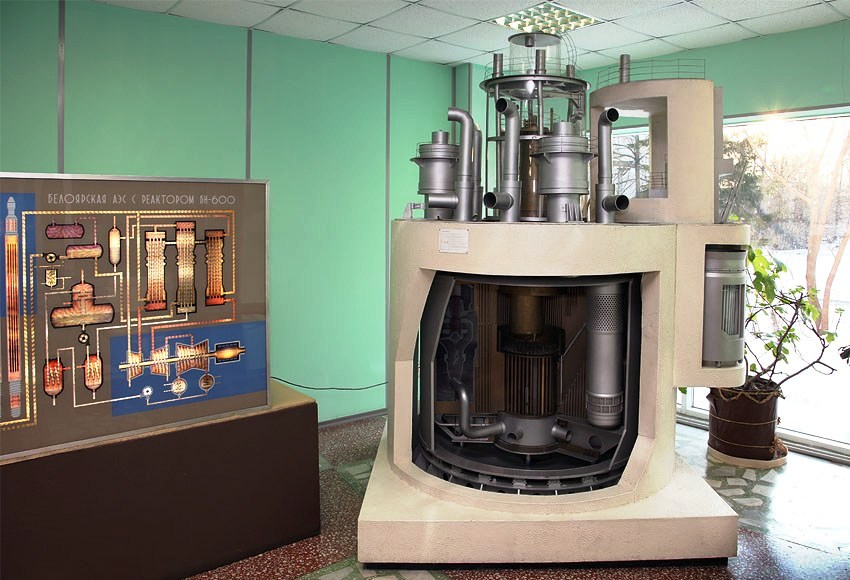

BN-600은 소련이 1980년에 준공한 전기출력 600 MWe의 소듐 냉각 고속원자로이다. 일본이 설계도를 10억달러에 구매했다고 알려져 있다. 한국이 2030년 준공 계획인 칼리머-600도 전기출력이 600 MWe이다.
이전 모델인 전기출력 350MW인 BN-350이 1960년대 건설되면서, 미국과 독일이 이에 반응해, 똑같은 출력의 소듐 냉각 고속원자로를 1970년대에 착공했다. 미국은 클린치강 증식로를 중도에 취소했으나, 독일은 SNR-300을 준공하였다.

## 같이 보기
- 소듐 냉각 고속원자로
- 칼리머-600